# شرطي بيفرلي هيلز
شرطي بيفرلي هيلز (بالإنجليزية: Beverly Hills Cop)‏ هو فيلم حركة تم إنتاجه في الولايات المتحدة وصدر في سنة 1984.

## الميزانية والإيرادات
بلغت تكلفة إنتاج الفيلم حوالي 15 مليون دولار بينما حقق أرباحا تقدر بـ 316,360,478 دولار.

## وصلات خارجية
- شرطي بيفرلي هيلز على موقع IMDb (الإنجليزية)
- شرطي بيفرلي هيلز على موقع ميتاكريتيك (الإنجليزية)
- شرطي بيفرلي هيلز على موقع روتن توميتوز (الإنجليزية)
- شرطي بيفرلي هيلز على موقع نتفليكس (الإنجليزية)
- شرطي بيفرلي هيلز على موقع قاعدة بيانات الأفلام العربية
- شرطي بيفرلي هيلز على موقع ألو سيني (الفرنسية)
- شرطي بيفرلي هيلز على موقع Turner Classic Movies (الإنجليزية)
- شرطي بيفرلي هيلز على موقع أول موفي (الإنجليزية)
- شرطي بيفرلي هيلز على موقع بوكس أوفيس موجو (الإنجليزية)
- شرطي بيفرلي هيلز على موقع فيلمافينيتي (الإسبانية)